# Alessandra Giungi
Alessandra Giungi (Roma, 5 de mayo de 1966) es una deportista italiana que compitió en judo. Ganó tres medallas en el Campeonato Mundial de Judo entre los años 1987 y 1991, y ocho medallas en el Campeonato Europeo de Judo entre los años 1987 y 1996.
Participó en dos Juegos Olímpicos de Verano en los años 1992 y 1996, su mejor actuación fue un quinto puesto logrado en Barcelona 1992 en la categoría de –52 kg.

## Palmarés internacional
| Campeonato Mundial | Campeonato Mundial       | Campeonato Mundial | Campeonato Mundial |
| Año                | Lugar                    | Medalla            | Categoría          |
| ------------------ | ------------------------ | ------------------ | ------------------ |
| 1987               | Essen (RFA)              | Medalla de bronce  | –52 kg             |
| 1989               | Belgrado (Yugoslavia)    | Medalla de plata   | –52 kg             |
| 1991               | Barcelona (España)       | Medalla de oro     | –52 kg             |
| Campeonato Europeo |                          |                    |                    |
| Año                | Lugar                    | Medalla            | Categoría          |
| 1987               | París (Francia)          | Medalla de bronce  | –52 kg             |
| 1988               | Pamplona (España)        | Medalla de oro     | –52 kg             |
| 1991               | Praga (Checoslovaquia)   | Medalla de bronce  | –52 kg             |
| 1992               | París (Francia)          | Medalla de bronce  | –52 kg             |
| 1993               | Atenas (Grecia)          | Medalla de bronce  | –52 kg             |
| 1994               | Gdańsk (Polonia)         | Medalla de plata   | –52 kg             |
| 1995               | Birmingham (Reino Unido) | Medalla de oro     | –52 kg             |
| 1996               | La Haya (Países Bajos)   | Medalla de plata   | –52 kg             |